# Force Hadès
Pour les articles homonymes, voir Hadès (homonymie).
La force Hadès était, de 1991 à 1997, une brigade de l'Armée de terre française chargée de mettre en œuvre le missile Hadès. L'Hadès était un missile nucléaire d'une puissance de 80 kt et d'une portée de 480 km destiné à être utilisé contre une attaque des forces du pacte de Varsovie. 

## Histoire

### Contexte
De 1959 à 1966, l'Armée de terre française disposait de missiles nucléaires MGR-1 Honest John dans les forces françaises en Allemagne. Les bombes restaient cependant sous contrôle américain.
Elle se dote de son propre missile, le Pluton, en 1974. Le Pluton était une arme nucléaire tactique d'une puissance de 10 à 25 kt montée sur le châssis d'un char AMX-30. Sa portée opérationnelle maximale de 120 km ne permettait pas de frapper au delà de l'Allemagne de l'Ouest depuis le territoire français. Cinq régiments d'artillerie nucléaire ont été équipés du Pluton au sein de la 1re armée.
Le développement du missile Hadès, successeur du Pluton, débuta en 1984.

### Fin de la guerre froide et création de la force Hadès
L'Hadès disposait d'une portée supérieure à celle du Pluton d'environ 480 km. Il n'était cependant pas capable d'atteindre des cibles au delà de l'Allemagne depuis la France, ce n'était pas son rôle. Le président François Mitterrand décrivait l'Hadès comme une arme « pré-stratégique ». La plate-forme de lancement comprenait deux missiles montés sur un semi-remorque lui assurant une plus grande mobilité et une meilleure discrétion que celle du Pluton. 
La fin du développement du missile Hadès coïncida avec la chute du mur de Berlin et la dissolution du pacte de Varsovie.
Alors qu'il n'était même pas encore entré en service, l'Hadès perdait le rôle pour lequel il avait été conçu : celui d'ultime avertissement en cas d'attaque des forces du pacte du Varsovie. Le programme est réduit à 30 missiles (et 15 plates-formes de lancement) au lieu de 120.
Une grande unité devait se charger de la mise en œuvre de l'Hadès. En vue du déploiement du missile, une unité expérimentale (UX) est mise sur pied en 1990. La force Hadès est créée à Lunéville le 1er septembre 1991 sous la forme d'une brigade bien qu'il fût à l'origine prévu d'en faire une division. 
La force Hadès est mise dès sa création en posture de veille technique et opérationnelle. Les têtes nucléaires des missiles étaient séparée des vecteurs. Six mois auraient été nécessaires à la force Hadès, qui comptait environ 1 800 hommes, pour remonter en puissance et atteindre le stade permanent. Le président Mitterrand pouvait ainsi se servir de l'Hadès comme d'une monnaie d'échange en vue de négociations sur le désarmement nucléaire tout en ménageant les autorités allemandes, ces dernières étant particulièrement opposées à une arme nucléaire pré-stratégique qui aurait frappé leur territoire.

### Composition
En 1993, la force Hadès comportait cinq régiments, dont trois de réserve, un escadron de circulation et une batterie anti-aérienne :
- le 15e régiment d'artillerie de Suippes ;
- le 53e régiment de transmissions, de Lunéville ;
- le 37e régiment d'infanterie de Monswiller, régiment de réserve ;
- le 79e régiment d'infanterie de Saint-Avold, régiment de réserve ;
- le 149e régiment d'infanterie d'Épinal, régiment de réserve ;
- l'escadron de circulation routière de Toul, rattaché au 516e régiment du train ;
- la batterie Mistral de Bitche, rattachée au 57e régiment d'artillerie.

Le 15e régiment d'artillerie disposait de quinze plates-formes de lancement, il était le seul régiment d'artillerie nucléaire à avoir reçu l'Hadès. Le 53e régiment de transmissions était responsable des transmissions et du réseau informatique entre les autorités gouvernementales et les lanceurs. Les trois régiment d'infanterie de réserve étaient chargés de la protection de la force Hadès.

### Abandon de l'Hadès
En septembre 1993, la force Hadès proposa de faire évoluer sa mission. Selon elle, le missile Hadès représentait toujours une capacité de dissuasion et constituait une occasion de partenariat de défense européenne à la condition de le doter d'une tête classique.
Le 22 février 1996, le Président Jacques Chirac annonce l'abandon de la composante sol de la force de dissuasion nucléaire française. Les missiles S3 du plateau d'Albion et le système Hadès allaient être démantelés. 
Le 30 mars 1996 marqua la fin de la posture de veille technique et opérationnelle de la force Hadès. Le dernier missile est démantelé le 23 juin 1997 et la force Hadès est dissoute le 30 juin 1997.

### Sources
- [PDF] Histoire et doctrine d’emploi de l’armement nucléaire tactique français (1959 – 1996) 2/2, Commandant Baille, le 10 juillet 2018.
- Défense : la France met le Hadès sous le boisseau, article Les Échos du 12 septembre 1991.
- La force Hadès, base documentaire Artillerie (consulté le 30 avril 2020).